# Zadrzewienia śródpolne

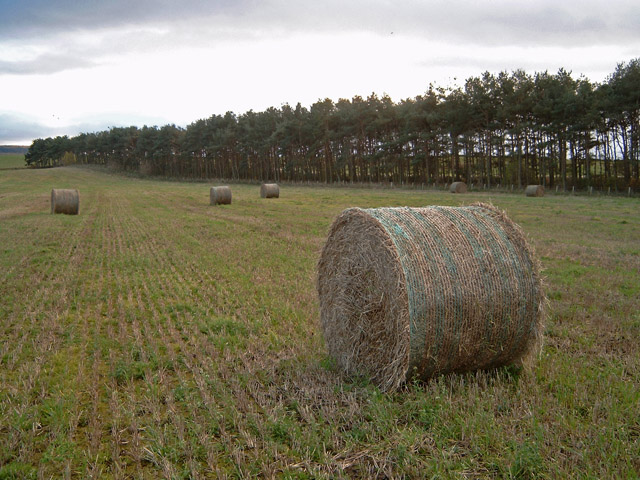
Zadrzewienia śródpolne

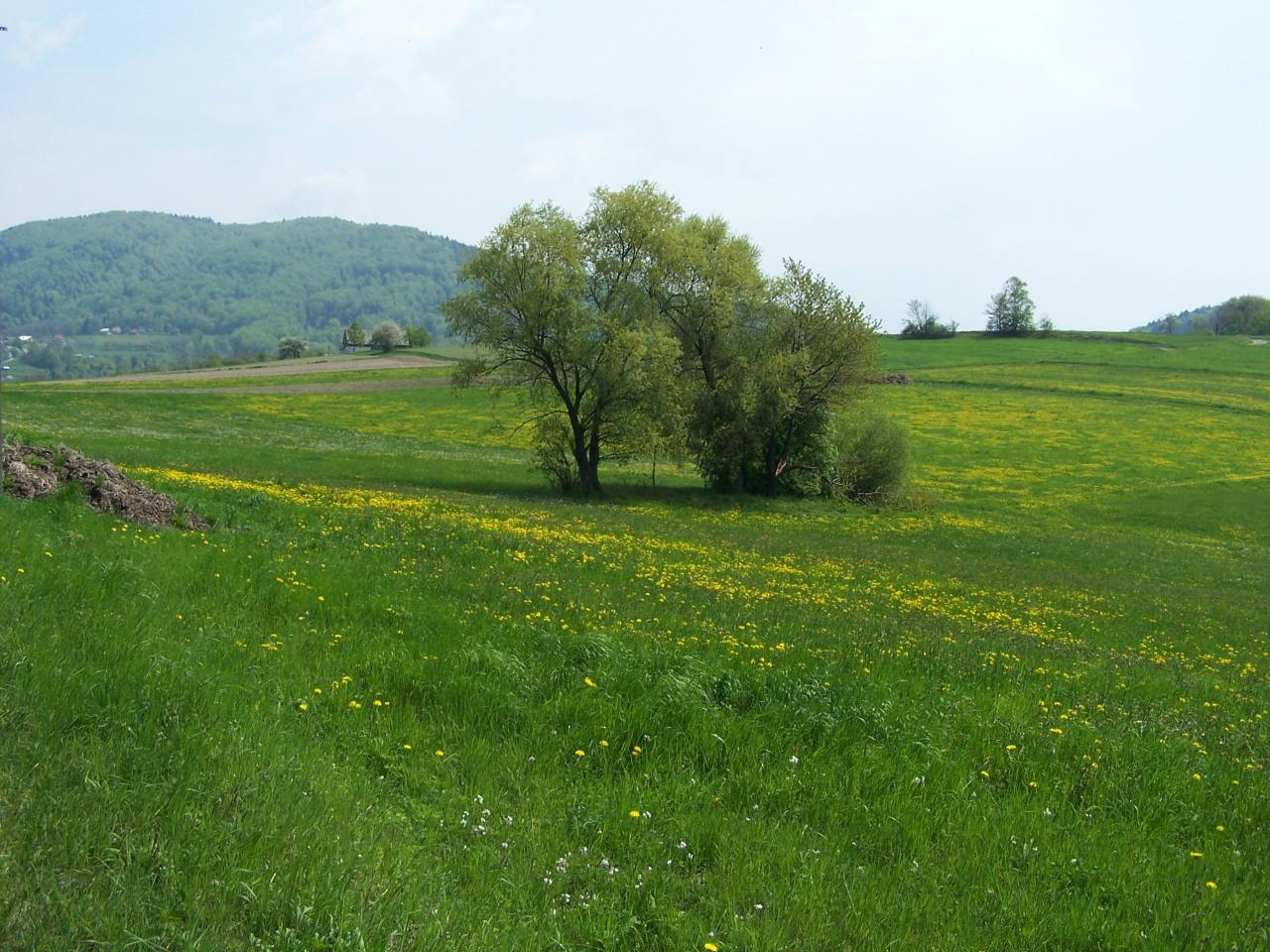
Zadrzewienia śródłąkowe

Zadrzewienia śródpolne – zbiorowiska roślinne, składające się z rosnących w niewielkich grupach drzew i krzewów, między innymi brzóz, osik, grabu, tarniny, ałyczy i innych. Pełnią one bardzo ważną funkcję w ekosystemie, m.in. chronią przed erozją, silnymi wiatrami oraz są miejscem życia wielu drobnych zwierząt. Oddziałują też korzystnie na plony przyległych upraw – przyczyniają się do wzrostu plonu zbóż o 5–20%, buraków cukrowych o 5–10%, ziemniaków do 20%, warzyw w specyficznych warunkach nawet do 50%. W wyniku działalności człowieka zadrzewienia takie są coraz rzadszym elementem krajobrazu. Przyczynia się do tego wielkoobszarowa gospodarka rolna.
Z ekologicznego punktu widzenia zadrzewienia należy traktować jako strefę ekotonową. Ze względu na otoczenie, w którym występują, można je podzielić na: zadrzewienia użytków rolnych, przywodne, szlaków komunikacyjnych, wiejskich terenów budowlanych, terenów przemysłowych czy zadrzewienia terenów rekreacyjnych.

## Historia
Pionierem zadrzewień w Polsce był generał Dezydery Chłapowski, który to już 200 lat temu w swoim majątku w Turwi koło Kościana wprowadzał pasy zadrzewień chroniących pola przed wiatrem.

## Formy zadrzewień śródpolnych
Wyróżnia się następujące zadrzewienia ze względu na układ drzew:
- alejowe – w postaci dwóch rzędów drzew usytuowanych równolegle do siebie posadzonych po dwóch stronach drogi
- liniowe – jednorzędowe ciągi drzew i krzewów
- pasowe – co najmniej dwurzędowe pasy drzew lub krzewów o proporcji długości do szerokości 5:2
- powierzchniowe – szersze niż pasowe, ale nie stanowiące jeszcze lasu (kępy)
- punktowe – pojedyncze, wyizolowane drzewa lub krzewy

Zadrzewienia śródpolne najczęściej są zlokalizowane: przy drogach, ciekach naturalnych, rowach, małych zbiornikach wodnych (oczkach, stawach), jeziorach, miedzach, na polach, na łąkach, na nieużytkach, na wyrobiskach.

## Wpływ zadrzewień śródpolnych na otoczenie
Zadrzewienia wpływają następująco na otoczenie:
- osłabiając siłę wiatru zadrzewienia przeciwdziałają wysuszeniu, a także erozji wodnej i wietrznej gleb
- osłabiając siłę wiatru zadrzewienia zapobiegają wyleganiu upraw
- zadrzewienia chronią uprawy, inwentarz oraz ludzi przed wychładzającym działaniem wiatru
- zadrzewienia na krawędziach i skarpach stoków uniemożliwiają zsuwanie się zimnych mas powietrza zapobiegając powstawaniu zastoisk mrozowych w obniżaniach terenu
- zadrzewienia przyzagrodowe chronią budynki przed mechanicznym i wychładzającym działaniem wiatru
- zadrzewienia ograniczają rozprzestrzenianie się odorów emitowanych przez gospodarstwa z intensywnym chowem trzody chlewnej i drobiu
- zadrzewienia przyczyniają się do wzrostu plonu: zbóż o 5–20%, buraków cukrowych o 5–10%, ziemniaków do 20%, warzywa w specyficznych warunkach nawet do 50%

Działanie wiatrochronne zależy od wysokości zadrzewienia, a zasięg tego oddziaływania mierzy się wielokrotnością wysokości drzew. W przypadku zadrzewienia jednorzędowego, od strony zawietrznej w odległości zbliżonej do 8 wysokości, energia siły wiatru jest redukowana od 50 do 75%, a w odległości 13 wysokości siły wiatru spada 30 do 50%. Ochrona przeciwwietrzna przestaje działać w odległości przekraczającej 20 wysokości zadrzewienia. Od strony nawietrznej, w odległości zbliżonej do 5 wysokości redukcja wynosi od 50 do 75%.
Znaczenie wiatrochronne zadrzewień wzrasta, jeśli sadzi się je na lokalnych zniesieniach terenu. Zadrzewienia śródpolne nie powinny być zupełnie zwarte, powoduje to bowiem powstawanie niekorzystnych turbulencji powodujących wyleganie zbóż. W miarę możliwości pasma zadrzewień wiatrochronnych powinny być sadzone prostopadle do dominujących kierunków wiatru. W obrębie pasów przeciwwietrznych poszczególne gatunki powinny być sadzone w zależności od siły wzrostu, oraz kierunku dominujących wiatrów. Rozstawa drzew powinna uwzględniać potencjalne „wypady” oraz to, aby zadrzewienie jak najwcześniej rozpoczęło pełnienie zamierzonej funkcji.

## Wpływ zadrzewień na warunki wodne
Zadrzewienia wpływają następująco na warunki wodne:
- osłabienie siły wiatru oraz wzrost wilgotności stwarza mikroklimat sprzyjający ograniczeniu strat wody z gleby i roślin uprawnych
- odpowiednio rozmieszczona sieć zadrzewień sprzyja zwiększeniu nasiąkliwości gleby, przez co spowalniany jest spływ powierzchniowy i gruntowy wody,
- zadrzewienia sprzyjają lepszemu rozłożeniu pokrywy śnieżnej
- w obszarze wzdłuż pasa zadrzewień nawet do 16-stu wysokości drzew zatrzymywany jest śnieg (przy zwarciu zadrzewień zbliżonym do 50% uzyskuje się optymalne zatrzymywanie śniegu – zadrzewienia zbyt zwarte powodują powstawanie zasp i mogą być przyczyną opóźnienia wiosennych prac polowych)
- zadrzewienia spowalniają tempo wiosennego topnienia śniegu o ok. 5%, co ogranicza erozję wodną i zmniejsza ryzyko powodzi
- brzegi rzek i strumieni umocnione systemami korzeniowymi drzew i krzewów są zabezpieczone przed rozmywaniem

Zadrzewienia wpływają także na ochronę czystości wód – zlokalizowane wzdłuż linii brzegowej korzeniami drzew i krzewów wychwytują biogeny ograniczając w ten sposób proces eutrofizacji.

## Wpływ zadrzewień na ochronę różnorodności biologicznej[1][2]
- zadrzewienia śródpolne wraz ze swoim bogactwem przyrodniczym stanowią w monotonnym krajobrazie rolniczym swoiste wyspy środowiskowe. W zadrzewieniach występuje kilkanaście razy więcej gatunków ptaków niż na porównywalnej powierzchni lasu
- zadrzewienia stanowią siedliska wielu gatunków roślin, grzybów i zwierząt. Wiele gatunków jest prawnie chronionych, cennych lub zagrożonych wyginięciem. Zadrzewienia stanowią ich ostoję
- wiele gatunków owadów i ptaków to sprzymierzeńcy w walce ze szkodnikami upraw rolniczych. Przykładowo, w odległości do 10 m od zadrzewień redukcja stonki ziemniaczanej przez drapieżne owady związane z zadrzewieniami sięga 80% w odległości do 50 m do około 65%
- wiele owadów związanych z zadrzewieniami to owady zapylające rośliny uprawne
- dla ptaków pożytecznych zadrzewienia są miejscem gniazdowania, natomiast w okresie zimowym z uwagi na obecność krzewów wydających owoce stanowi swoistą „ptasią stołówkę”
- sieć zadrzewień pełni funkcję korytarzy ekologicznych szlaków migracji zwierząt w cyklu sezonowym, jak i dobowym
- podczas niekorzystnych warunków pogodowych zadrzewienia stanowią miejsce schronienia dla zwierzyny łownej
- im zadrzewienia są bardziej zróżnicowane pod względem gatunki drzew i krzewów, tym bogatsze życie biologiczne innych organizmów i większa stabilność krajobrazu rolniczego

## Dobór gatunków do zadrzewień śródpolnych
Przy doborze gatunków do zadrzewień należy stosować drzewa rodzime, a unikać gatunków obcego pochodzenia, ponieważ są wysoce konkurencyjne i naruszają strukturę oraz równowagę ekologiczną zadrzewień. Gatunki należy dobrać do lokalnych warunków glebowych i klimatycznych. Unikać też należy niewłaściwego sąsiedztwa roślin ze względu na choroby i szkodniki roślin uprawnych.
Przykłady gatunków obcych nie zalecanych do nasadzeń zadrzewień śródpolnych (gatunki obce):
- klon jesionolistny, czeremcha amerykańska, robinia akacjowa, dąb czerwony, mieszańce topoli kanadyjskiej[1]

Gatunki drzew i krzewów zalecane do obsadzania cieków, oczek, dróg i miedz śródlądowych:
- olsza czarna, wierzba biała i krucha, jesion wyniosły, jarząb pospolity, czeremcha zwyczajna, brzoza brodawkowata, bez czarny, kalina koralowa, kruszyna pospolita, trzmielina pospolita[1]

Gatunki drzew i krzewów zalecane do zadrzewień na gruntach ornych:
- na glebach suchych i piaszczystych(słabych): jarząb pospolity, brzoza brodawkowata, lipa drobnolistna, grab pospolity, grusza pospolita, wierzba iwa, bez koralowy, róża dzika, topola biała[1]
- na glebach średni ciężkich: dąb szypułkowy, dąb bezszypułkowy, jarząb pospolity, brzoza brodawkowata, modrzew europejski, dereń jadalny, klon zwyczajny, klon jawor, wierzba iwa, lipa drobnolistna, klon polny, wiąz szypułkowy, wiśnia ptasia, grusza pospolita, leszczyna pospolita, dereń świdwa, śliwa tarnina, głóg jednoszyjkowy, róża dzika, topola biała[1]
- na glebach ciężkich: dąb szypułkowy, jesion wyniosły, jarząb pospolity, jabłoń dzika, brzoza brodawkowata, dereń jadalny, klon zwyczajny, klon jawor, wierzba biała, lipa szerokolistna, klon polny, wiąz szypułkowy, wiśnia ptasia, grusza pospolita, dereń świdwa, śliwa tarnina, głóg jednoszyjkowy, bez czarny, róża dzika, topola biała[1]